# Enfermeras
Enfermeras este o telenovela columbiană produsă și difuzată de RCN Televisión în anul 2019.

## Distribuție
- Diana Hoyos - María Clara González
- Sebastián Carvajal - Carlos Pérez
- Viña Machado - Gloria Mayorga Moreno
- Julián Trujillo - Álvaro Rojas
- Lucho Velasco - Manuel Alberto Castro
- Nina Caicedo - Sol Angie Velásquez
- Federico Rivera - Héctor Rubiano "Coco"
- María Manuela Gómez - Valentina Duarte González
- Cristian Rojas - Camilo Duarte González